# Torus
Torus es el segundo álbum de estudio del DJ y productor británico Sub Focus. El álbum fue lanzado el 30 de septiembre de 2013, a través de RAM Records, Mercury Records y Virgin EMI Records.

## Concepto musical y canciones
Torus es el nombre geométrico del logotipo de Sub Focus. Apareció por primera vez en la portada de su álbum debut y ha tomado un papel importante en sus shows en vivo, promoción y obras de arte desde ese entonces. 
La canción principal fue escrita como introducción a los sets en vivo de Douwma, en preparación para una actuación en Brixton en 2012. Quería empezar sus sets con un ritmo bajo e ir acelerándolos gradualmente. 
"Safe in Sound" fue una de las primeras canciones en completarse y fue escrita con Seton Daunt y luego se insertó el sample de Mary O'Hara.
"Endorphins" originalmente tenía una vocalista femenina, y fue entregada a varios artistas pero al final Alex Clare visitó el estudio de Nick para grabar lo que sería la versión final del tema.
"Twilight" fue escrita como un contraste ambiental con las canciones orientadas al club en el álbum, ya que Douwma veía el álbum como un y quería una progresión constante.
El gancho de "Falling Down" estaba originalmente pensado para la colaboración de Chase & Status y Takura llamado "Flashing Lights", pero al no encajar con la canción, se reutilizó como punto de partida para la nueva canción. Mientras se terminaba la canción, Skrillex casualmente visitó los estudios para encontrarse con Caspa y Douwma le mostró la canción. A Skrillex le gustó y lo lanzó junto con remixes en Owsla .
"Turn Back Time" fue una de las últimas canciones que se terminaron del álbum. En ese momento, estaba experimentando con samples de rave de los 90, y la canción originalmente usaba un sample pero fue regrabada.
"You Make It Better" también fue una de las últimas canciones que se terminaron del álbum. En aquel momento era sólo un bucle y Culture Shock tenía muchas ideas para desarrollarlo. Querían un gancho para el desglose de la canción, así que TC grabó las voces para ello.
Las voces de "Tidal Wave" estaban originalmente en otro demo de Sub Focus, pero en su lugar se usaron en el instrumental de "Tidal Wave".
"Until the End" se inspiró en la banda sonora de Drive y fue escrita como canción final del álbum.

## Listado de canciones
| Álbum base |                      |          |  |
| N.º        | Título               | Duración |  |
| 1.         | «Torus»              | 5:50     |  |
| 2.         | «Safe In Sound»      | 4:39     |  |
| 3.         | «Endorphins»         | 3:54     |  |
| 4.         | «Out The Blue»       | 4:37     |  |
| 5.         | «Twlight»            | 3:08     |  |
| 6.         | «Close»              | 5:09     |  |
| 7.         | «Turn It Around»     | 3:14     |  |
| 8.         | «Out Of Reach»       | 4:03     |  |
| 9.         | «Falling Down»       | 5:09     |  |
| 10.        | «Turn Back Time»     | 5:07     |  |
| 11.        | «You Make It Better» | 5:58     |  |
| 12.        | «Tidal Wave»         | 3:48     |  |
| 13.        | «Until The End»      | 4:03     |  |
| 58:45      |                      |          |  |

| Álbum deluxe |                                                   |          |  |
| N.º          | Título                                            | Duración |  |
| 1.           | «Eclipse»                                         | 4:42     |  |
| 2.           | «Original»                                        | 3:30     |  |
| 3.           | «Falling Down (VIP)»                              | 4:42     |  |
| 4.           | «Endorphins (Sub Focus vs Fred V & Grafix Remix)» | 4:35     |  |
| 17:28        |                                                   |          |  |

| Doble vinilo |                      |          |  |
| N.º          | Título               | Duración |  |
| 1.           | «Safe In Sound»      | 4:39     |  |
| 2.           | «You Make It Better» |          |  |

- "Safe in Sound" cuenta con la voz no acreditada de Julian Bunetta.
- "Twilight" cuenta con la voz no acreditada de Teemu Brunila .
- "Turn Back Time" cuenta con voces no acreditadas de Yolanda Quartey.

- "Torus" contiene samples de la grabación de Charles I. Halt del incidente del bosque de Rendlesham de 1980. [2]
- "Safe in Sound" contiene samples de la canción popular irlandesa "Óró Mo Bháidín", interpretada por Mary O'Hara . [3]
- "Turn Back Time" contiene elementos de la canción "Brass Disk", interpretada por Duprée y escrita por Todd Terry, y letras de la canción "Missing You", escrita por Kim English y Frankie Feliciano. [4]

- Nick "Sub Focus" Douwma – productor, mezcla (all tracks), remezcla y producción adicional (17)

- Alex Clare – voz (3)
- Alice McLaughlin – voz (4)
- Amanda Ghost – escritora (3, 12)
- Bryn Christopher – escritor (4)
- Catherine Pockson – voz (12)
- Frankie Feliciano – coproductor (muestra) (10)
- Fred Vahrman y Joshua Jackson – remix y producción adicional (17)
- Ian Dench – escritor (3)
- James "Culture Shock" Pountney – coproductor (11)
- Jenna "JayEllDee" Dickens – voz (8)
- Jonnali Parmenius – escritor (13)
- Julian Bunetta – voz (2)
- Kele Okereke – voz (7)
- Kenzie May – voz (9, 16)
- Kim English – voz (muestra) (10)
- Louisa "Foxes" Allen – voz (13)
- Mans Wrendenberg – escritor (13)
- Mary O'Hara – voz (muestra) (2)
- Robert Matthews – coproductor (12)
- Seton Daunt – guitarras (2, 8)
- Takura Tendayi – escritor (3, 8)
- Tom "TC" Casswell – voz (11)
- Teemu Brunila – voz (5)
- Thomas "Tom Cane" Havelock – escritor (9, 16)
- Todd Terry – coproductor (muestra) (10)
- Uzoechi "MNEK" Emenike - voz (6)
- Yolanda Quartey – voz (10)

| Gráfico (2013) | Cima </br> posición |
| -------------- | ------------------- |
| 180            |                     |
| 11             |                     |
| 1              |                     |

| Región | Fecha                    | Etiqueta | Formato |
| ------ | ------------------------ | -------- | ------- |
| Varios | 30 de septiembre de 2013 |          |         |